# Torneio de Roland Garros de 1979
O Torneio de Roland Garros de 1979 foi um torneio de tênis disputado nas quadras de saibro do Stade Roland Garros, em Paris, na França, entre 28 de maio e 11 de junho. Corresponde à 12ª edição da era aberta e à 78ª de todos os tempos.

## Finais

### Profissional
| Categoria | Evento    | Campeã(s)(o/ões)           | Vice-campeã(s)(o/ões)        | Resultado          | Chave(s)  | Chave(s)       |
| --------- | --------- | -------------------------- | ---------------------------- | ------------------ | --------- | -------------- |
| Simples   | Masculino | Björn Borg                 | Víctor Pecci                 | 6–3, 6–1, 6–7, 6–4 | principal | qualificatório |
| Simples   | Feminino  | Chris Evert                | Wendy Turnbull               | 6–2, 6–0           | principal | qualificatório |
| Duplas    | Masculino | Gene Mayer Sandy Mayer     | Ross Case Phil Dent          | 6–4, 6–4, 6–4      | principal | principal      |
| Duplas    | Feminino  | Betty Stöve Wendy Turnbull | Françoise Durr Virginia Wade | 3–6, 7–5, 6–4      | principal | principal      |
| Duplas    | Misto     | Wendy Turnbull Bob Hewitt  | Virginia Ruzici Ion Ţiriac   | 6–3, 2–6, 6–3      | principal | principal      |

### Juvenil
| Categoria | Evento    | Campeã(s)(o/ões) | Vice-campeã(s)(o/ões) | Resultado     | Chave(s)  | Chave(s)       |
| --------- | --------- | ---------------- | --------------------- | ------------- | --------- | -------------- |
| Simples   | Masculino | Ramesh Krishnan  | Ben Testerman         | 2–6, 6–1, 6–0 | principal | qualificatório |
| Simples   | Feminino  | Lena Sandin      | Mary-Lou Piatek       | 6–3, 6–1      | principal | qualificatório |